# Крапивно (Тверская область)
Крапивно — деревня в Удомельском городском округе Тверской области.

## География
Деревня находится в северной части Тверской области на расстоянии приблизительно 37 км на север-северо-запад по прямой от железнодорожного вокзала города Удомля.

## История
Впервые деревня упоминается в 1501 году. В 1886 году здесь была усадьба, где проживало 5 человек землевладельцев и 30 крестьян. В советский период истории здесь действовали кооператив «Митрошкино», коммуна «Крапивно», совхоз «Крапивно», колхозы «Красный Бережок», им. Ворошилова, им. Сталина и «Прогресс». Хозяйств было 20 (1958 год), 2(1986), 1 (1999). До 2015 года входила в состав Котлованского сельского поселения до упразднения последнего. С 2015 года в составе Удомельского городского округа.

## Население
Численность населения: 158 (1958), 3 (1986), 1(1999), 3 (русские 100 %) в 2002 году, 0 в 2010.